# スライドガラス

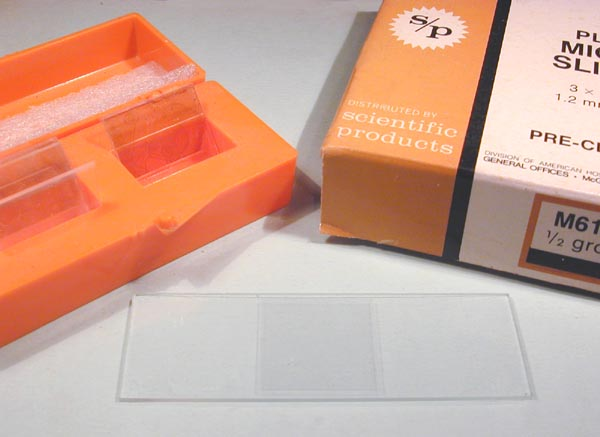
スライドガラスとカバーガラス

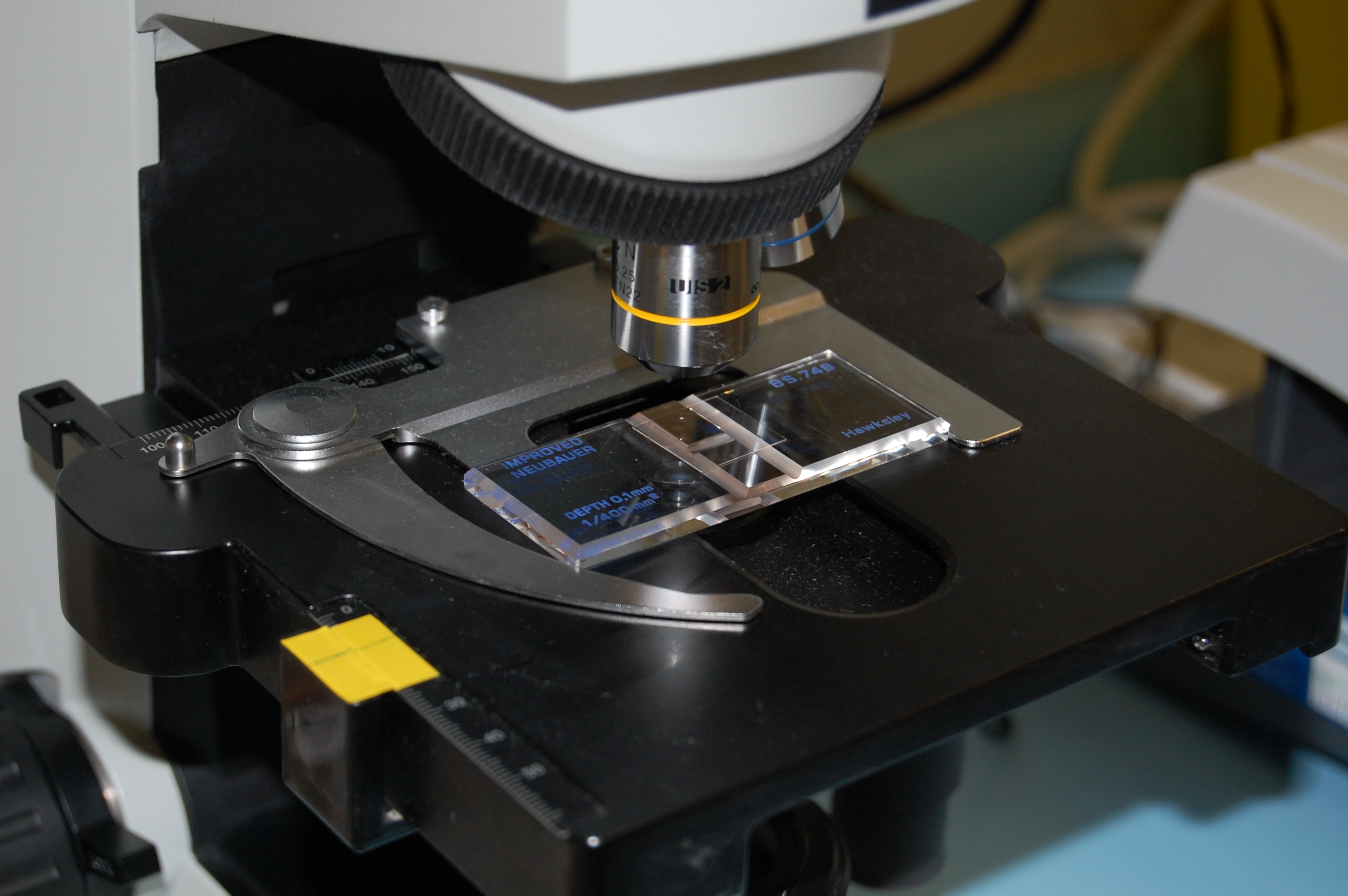
光学顕微鏡にセットされたスライドガラス

スライドガラス（英: Microscope slide）は、主に光学顕微鏡を用いた観察の際、微小な試料を載せるために用いるガラス板のことである。スライドグラスとも呼ばれる。
通常、短辺2.5cm程度、長辺7.5cm程度、厚さ1.2mm程度である。
これに試料を乗せ、カバーガラスで挟むなど観察に便利な状態に調製したものをプレパラートと呼ぶ。

## 規格と用語
切放
元の板ガラスから切放しただけで、端面の処理をしていないもの。角が鋭く取り扱いに注意が必要だが、安価である。
縁磨
切放と対になる概念で、端面を面取り・研磨したもの。角が取れて取り扱いが安全になっているが、その分だけ高価である。
水（または「水ガラス」）
通常のソーダ石灰ガラスなどを使用したもの。含まれている鉄分により、薄緑色に着色している。安価である。
白（または「白ガラス」）
ホウケイ酸ガラスなどの無色透明なガラスを使用したもの。やや高価である。
フロスト
長辺一方の端部1cm程度をすりガラスとし、鉛筆などでの書き込みを可能としたもの。
ホール
試料が液体の場合、滴下した試料の保持の便利、あるいは厚みのある試料をカバーガラスでつぶさずにマウントできるように直径1cm程度、深さ0.数mmのクレーター状の穴を設けたもの。かなり高価である。

## 対物ミクロメーター
顕微鏡での長さ測定の場合には接眼ミクロメーターを使用するが、それは相対的な尺度であるため、その1目盛の絶対的な長さを決定しなければ長さの測定ができない。そのために絶対的な長さを提供するものが、対物ミクロメーターである。これは基本的にはスライドガラスであり、中央部に10μmごとの目盛りが刻んであるプレパラートの形を取る。
かなり高価なものであり、通常は接眼ミクロメーターの校正のみに使用する。直接、試料を乗せて長さの測定を行うことはしない。

## カバーガラス
カバーガラスとは、スライドガラスに載せた試料の上に載せるための薄いガラス板のことである。カバーグラスともいう。英語ではcover slipまたはcover glassと呼ばれる。
一辺1cm程度の正方形のものが多いが、円形や長方形をしたものもある。厚さは0.15mmから0.17mm程度である。